# Matthew Robinson
Pour les articles homonymes, voir Robinson.
Matthew « Mack » Robinson, né le 18 juillet 1914 à Cairo et mort le 12 mars 2000 à Pasadena, est un athlète américain spécialiste des épreuves de sprint et vice-champion olympique du 200 mètres en 1936. Il est le frère aîné de Jackie Robinson, joueur de baseball élu au Temple de la renommée.

## Carrière sportive
Deuxième des sélections olympiques régionales sur 200 m, Matthew Robinson obtient sa qualification pour les Jeux olympiques d'été de 1936. À Berlin, Robinson remporte la médaille d'argent du 200 mètres en 21 s 1, terminant à 4 dixièmes de seconde de son compatriote, le quadruple champion olympique Jesse Owens.

## Palmarès

### Jeux olympiques
- Jeux olympiques d'été de 1936 à Berlin :
  -  Médaille d'argent du 200 m

### Cinéma
Matthew Robinson est personnifié par Joel Fluellen dans The Jackie Robinson Story (1950) d'Alfred E. Green.

La seconde place sur 200 m de Matthew Robinson aux JO'1936 derrière Jesse Owens et le fait qu'il soit le frère du tout aussi légendaire Jackie Robinson est évoquée dans le film Le_Grand_Jeu_(film,_2017) pour mettre en avant que Matthew est resté un quasi inconnu parce que son éventuelle notoriété a été totalement éclipsée par ces deux légendes du sport.

### Note et référence
1. ↑  (en) Frank Litsky, « Mack Robinson, 85, Second to Owens in Berlin », The New York Times, 14 mars 2000 (consulté le 28 janvier 2011)